# Tony Kaye
Tony Kaye, rodným jménem Anthony John Selvidge, (* 11. ledna 1946, Leicester, Anglie) je britský hudebník a hráč na klávesové nástroje. Kaye byl původní klávesista skupiny Yes, v letech 1968 – 1971, vrátil se k nim v letech 1983 – 1995. Byl také členem skupin Flash, Badger, Detective nebo Badfinger. Roku 2006 založil s několika dalšími členy Yes kapelu Circa.